# Clux-Villeneuve
Clux-Villeneuve è un comune francese di 339 abitanti situato nel dipartimento della Saona e Loira nella regione della Borgogna-Franca Contea.
Clux-Villeneuve è stato istituito il 1º gennaio 2015, dalla fusione dei comuni di Clux e La Villeneuve.